# Cataulacus taprobanae
Cataulacus taprobanae is een mierensoort uit de onderfamilie van de Myrmicinae. De wetenschappelijke naam van de soort is voor het eerst geldig gepubliceerd in 1853 door  Frederick Smith. De soort werd ontdekt in Ceylon (Sri Lanka).